# Jennifer Abel
Jennifer Abel (Montreal, 23 de agosto de 1991) é uma saltadora do Canadá. Especialista no trampolim.

## Carreira
De descendência haitiana, Abel representou seu país nos Jogos Olímpicos de 2008 e 2012, na qual conquistou uma medalha de bronze, no trampolim sincronizado. Em Jogos Pan-Americanos, tem uma medalha de ouro e duas pratas.

### Rio 2016
No trampolim individual foi quarta colocada com 367.25 pontos, menos de cinco pontos da medalha de bronze.